# Stefan Höck
Stefan Höck (n. 10 mai 1963, Benediktbeuern, Bavaria, Germania) este un biatlonist ce a reprezentat Germania, medaliat olimpic. A participat la o ediție a Jocurilor Olimpice (1988) în care a câștigat o medalie de argint.

## Participări
Lista de mai jos prezintă principalele competiții la care a participat Stefan Höck de-a lungul carierei.
- biathlon at the 1988 Winter Olympics – relay[*]